# Sclerolaena eriacantha
Sclerolaena eriacantha är en amarantväxtart som först beskrevs av Ferdinand von Mueller, och fick sitt nu gällande namn av Oskar Eberhard Ulbrich. Sclerolaena eriacantha ingår i släktet Sclerolaena och familjen amarantväxter. Arten förekommer tillfälligt i Sverige, men reproducerar sig inte.